# داستان عاشقانه سه پادشاهی
عاشقانه سه پادشاهی (به چینی: 三國演義، 三国演义)(به انگلیسی: Romance of the Three Kingdoms) یک رمان تاریخی چینی، نوشته لو گوانژونگ در سده ۱۴ میلادی است. این داستان بر اساس رخدادهای سال‌های پایانی سلسله هان و دوره سه پادشاهی در تاریخ چین، یعنی سال‌های ۱۶۸ تا ۲۸۰ میلادی، نوشته شده‌است.

## مقدمه
افسانه‌های مربوط به داستان عاشقانه سه پادشاهی تا قبل از اینکه به صورت کتبی نوشته شوند، در قالب داستان‌های شفاهی و سینه به سینه موجود بودند. در این داستان‌های محبوب، شخصیت‌ها خصوصیات اغراق‌آمیز دارند، گاهی به صورت موجودات فناناپذیر و مافوق‌الطبیعه با توانایی‌های جادویی در می‌آیند. این داستان‌ها با تمرکزی که بر روی چینی‌های نژاد هان داشتند، در دوره تسلط امپراتوران مغول سلسله یوان محبوب شدند. با آمدن سلسله مینگ، علاقه به نمایشنامه و رمان باعث گسترش هر چه بیش‌تر این داستان شد.[نیازمند منبع]
اولین تلاش برای به تحریر کشیدن این داستان‌ها توسط سانگوژی پینگخوا صورت گرفت؛ که به نام داستان سانگوژی بین سال‌های ۱۳۲۱ تا ۱۳۲۳ میلادی منتشر شد. در این نسخه عناصر افسانه، جادو و رادمردی درهم آمیخته شده‌اند تا طبقه برزگر را جذب کند. عناصر کارما و تناسخ نیز به این اثر افزوده شدند.
رومانس سه پادشاهی را به لو گوانژونگ نسبت می‌دهند که احتمالاً بین سال‌های ۱۳۱۵ تا ۱۴۰۰ (اواخر سلسه یوان و اوائل سلسلهٔ مینگ) می‌زیسته‌است. عده‌ای از صاحب نظران بر اساس خصوصیات این اثر (نگارش آن)، منشأ آن را نیمه دوم قرن پانزدهم (اواسط سلسلهٔ مینگ) ذکر می‌کنند. این نظریه تا حد زیادی در کتاب چهار شاهکار دوره مینگ اثر اندرو پلکس، بسط پیدا می‌کند. این داستان مقداری به زبان عامیانه و مقداری هم به زبان چینی کلاسیک نوشته شده‌است و به مدت ۳۰۰ سال رسم‌الخط استاندارد چین محسوب می‌شد. نویسنده از مدارک تاریخی بهره زیادی می‌برد مانند: کتاب حوادث سه پادشاهی گردآوری شده توسط چن شو، که رخدادهای مربوط به شورش دستار زرد در سال ۱۸۴ تا اتحاد سه پادشاهی تحت حاکمیت سلسله جین را در بر می‌گیرد. داستان همچنین حاوی آثاری از شعر سلسله تانگ، اپراهایی از سلسه یوان و همین‌طور برداشت‌های خود نویسنده از المان‌هایی همچون پرهیزکاری و مشروعیت است. نویسنده دانش تاریخی خود را با قدرت ذاتی داستانسرایی ترکیب و پرده عظیمی از شخصیت‌ها را به وجود آورده‌است. این داستان در ابتدا در ۲۴ مجلد عرضه شد. تا سال ۱۵۲۲ میلادی که برای اولین بار تحت عنوان سانگوژی تانگسو یانی به چاپ رسید، با دست نوشته و منتشر می‌شد. در سال‌های حاکمیت کانگ زی از سلسله چینگ، مائو لون و پسرش مائو زونگ گانگ، داستان را تا حد زیادی ویرایش کرده آن را در ۱۲۰ فصل گنجانده و عنوان آن را نیز به سانگوژی یانی تقلیل دادند. تعداد حروف از ۹۰۰۰۰۰ به ۷۵۰۰۰۰ کاهش پیدا کرد؛ ویرایش قابل توجهی نیز در جهت روانی بیان به عمل آمد و استفاده از اشعار سوم شخص کاهش پیدا کرد و ابیات متعارف تبدیل به قطعات آهنگین شدند؛ عبارات زیادی که در مدح و تمجید از مشاوران سائو سائو و فرماندهان بودند از میان رفتند. محققان همچنین بحث‌های زیادی را در مورد نگرش ضد سلسله چینگ یا جانبداری مائو از این خاندان داشته‌اند. نسخه‌های قبلی داستان تقریباً به صورت کامل جای خود را به نسخهٔ مائو دادند که از نظر ادبی اثر برجسته‌تری محسوب می‌شود.
این داستان در بردارنده ارزش‌های کنفوسیوسی است که در زمان نگارش رمان رایج بودند. بر اساس آموزه‌های اخلاقی کنفوسیوس، وفاداری به خانواده خود، دوستان و اشخاص مافوق، ابزار مهمی در جهت تشخیص مردمان نیک و شر است. در رمان، شخصیت‌هایی که به سلسله هانِ در حال فروپاشی وفادار نیستند، انسان‌هایی بد و منفی تصویر شده‌اند. ایدئولوژی اصلی و امروزی در چین کمونیست، مدعی است که توده‌های تحت ستم در تلاش برای سرنگونی اربابان فئودال بوده‌اند.

## داستان

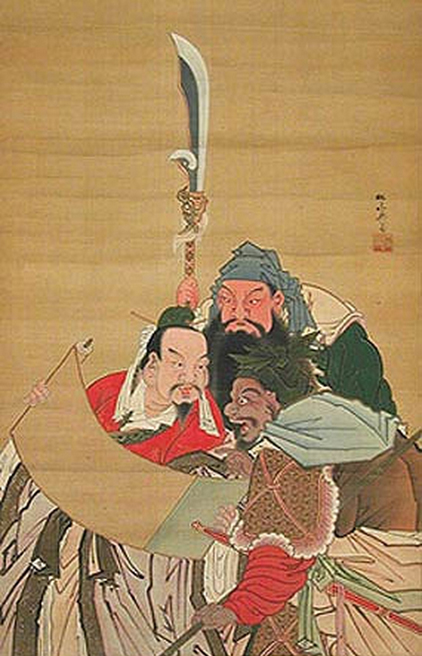
سه برادر. نقاشی از سکان ساکورای(۱۷۱۵–۱۷۹۰) نشاندهندهٔ سه برادر. این نقاشی اغلب در دفتر کار تاجران نصب می‌شود تا خاطرنشان سازند همان‌طور که این سه برادر به یکدیگر اعتماد داشتند، آن‌ها نیز قابل اعتماد هستند. (۱۷۱۵–۱۷۹۰)

یکی از دستاوردهای عظیم داستان عاشقانه سه پادشاهی پیچیدگی زیاد آن در قصه و شخصیت‌هاست؛ رمان قصه‌های بیشماری را در بر می‌گیرد. داستان زیر خلاصه‌ای از طرح مرکزی رمان است:

### شورش دستار زرد
داستان از سال‌های پایانی سلسلهٔ هان (حدود ۱۸۴ میلادی) آغاز می‌شود. زمانی که خواجه‌های نالایق درباری، امپراتور را فریب داده و کارمندان شایسته را تبعید کردند. دولت در همهٔ رده‌ها به فساد عظیمی دچار شد که به تزلزل امور در امپراتوری منجر شده بود. به هنگام سلطنت امپراتور لینگ، یکی مانده به آخرین امپراتور سلسلهٔ هان، شورش دستار زرد به رهبری ژانگ جیائو که به انجام جادوی تائویستی هم متهم بود، شعله‌ور شد. ژانگ جیائو وانمود می‌کرد که شفابخشی دوره‌گرد است که بیماران را درمان می‌کند اما مخفیانه مردم را به طغیان فرا می‌خواند. در این دورهٔ هرج و مرج بسیاری از شخصیت‌های اصلی داستان معرفی می‌شوند؛ لیو بی، گوان یو، ژانگ فی، سائو سائو و دیگران.
شورش با سختی زیاد توسط قوای امپراتوری تحت فرماندهی هو جین، برادر همسر امپراتور لینگ و فرماندهٔ عالی نیروهای دولت مرکزی سرکوب می‌شود. خواجگان که از قدرت رو به تزاید هو جین هراسان شده بودند، در نقشه‌ای به رهبری ژانگ رنگ وی را به قصر کشاندند که این امر به مرگ امپراتور و قتل هو جین، که توسط رقبای او طرح‌ریزی شده بود، انجامید. محافظان او، متحیر از این وقایع به فرماندهی یوان شائو با یورش بردن به قصر عکس‌العمل نشان دادند که این امر خود منجر به کشتار فاجعه باری شد. متعاقب هرج و مرج ایجاد شده، امپراتور شائوی خردسال به همراه شاهزاده چن لیو در قصر ناپدید شدند.

### قدرت‌یابی دونگ ژو، تنش میان جنگ‌سالاران و اشراف
بزودی، امپراتور و شاهزاده به وسیلهٔ سربازان سپهسالاری به نام دونگ ژو از لیانگ غربی پیدا شدند و این امر بهانهٔ لازم را به وی برای کنترل پایتخت، تحت عنوان محافظت از امپراتور داد. بعد از اندک زمانی، دونگ امپراتور را خلع ید و شاهزادهٔ چن لیو را به جای وی نشاند که نام امپراتور زیان را بخود گرفت. (سال ۱۸۹ میلادی) مردم، تحت حاکمیت دونگ متحمل ستم زیادی شدند. تلاش‌هایی برای به قتل رساندن وی توسط پزشک سلطنتی وو فو و سائو سائو نیز صورت گرفت، اما هر دو مورد به شکست انجامید.
پس از آن، هجده جنگ سالار به رهبری یوآن شائو برای نبرد با دونگ ژو وارد اتحاد شدند اما در عمل موفق نشدند وی را شکست دهند. دونگ ژو نیز که یارای مقاومت نداشت، سراسیمه پایتخت، لوئویانگ، را غارت کرد و با دربار به چانگ‌آن گریخت تا پایتخت جدیدی در آنجا بنا کند. نهایتاً، با دسیسه درباریان، یکی از سپهسالاران به نام لو بو، اقدام به قتل دونگ ژو نمود. (سال ۱۹۲ میلادی)
در این میان قلمرو امپراتوری به دامان جنگ داخلی افتاد. سان جیان، فرماندار چانگ شا، مهر سلطنتی را در قعر چاهی در ویرانه‌های لوئویانگ پیدا کرد اما آن را به منظور مقاصد مخفیانه نزد خود نگاه داشت و بعدها از آن برای تضعیف اقتدار دربار سود برد. در غیاب حکومت مرکزی قدرتمند، نظامیان قد علم کرده و برای به دست آوردن زمین و و قدرت به نبرد با یکدیگر پرداختند. یوآن شائو و گونگ سون زان در شمال مشغول جنگ بودند و در جنوب هم‌ سون جیان و لیو بیائو به مصاف یکدیگر رفتند. افراد زیاد دیگری هم حتی بدون داشتن عنوان و زمین، مانند سائو سائو و لیو بی، شروع به قدرت گرفتن کردند.

### قدرت‌یابیسائو سائو
سائو سائو که شخصی نیرنگ باز و جاه‌طلب و در عین حال فرمانده و سیاستمداری توانمند بود، توانستند حکومت ایالت یان را در اختیار بگیرد. زمانی که وی برای گرفتن انتقام قتل پدرش به ایالت زوژو حمله کرد (در سال ۱۹۳)، مقر وی در مورد حمله لو بو قرار گرفت و وی مجبور به بازگشت شد. سائو سائو بعد از دفع لوبو، بتدریج بر مناطق اطراف چیره شد. زمانی که امپراتور شیان از چانگ‌آن گریخت و به لوئویانگ بازگشت، سائو سائو به چالاکی خود را به آنجا رساند و امپراتور را در ظاهر در پناه خود گرفت و در واقع با گروگان گرفتن او توانست به منصب صدراعظمی برسد و به نام امپراتور بر چین حکومت و میان حاکمان محلی دسیسه کند.
زمانی که یوان شو ادعای امپراتوری کرد، وی با اتحاد با لیو بی به جنگ یوان شو رفت و وی را به سهولت شکست داد و سپس به جنگ مهم‌ترین رقیبش یوان شائو رفت. در این جنگ که سپاه یوان شائو بزرگتر از سپاه سائو سائو بود، او با تدبیر نظامی و سوءاستفاده از خیانت اطرافیان یوان شائو و ضعف فرماندهی وی، به پیروزی رسید و بتدریج بر شمال چین غلبه کرد. (سال ۱۹۹ میلادی)

### تشکیل حکومت در جیانگ دونگ توسط سون سه
در این هنگام سون جیان، جان خود را در یک غافلگیری در جنگ با لیو بیائو از دست داد و بدین ترتیب قسم شتاب زدهٔ خود او به آسمان برآورده شد. فرزند ارشد وی سون سه، مهر سلطنتی را در قبال دریافت قوای کمکی به مدعی تاج و تخت، یوان شو از هوای نان تحویل داد. اینک، طبق ضرب‌المثل معروف همانند ببری که به او پنجه داده باشند، او نیز سرزمینی را در مناطق غنی کنار رودخانه در جیانگ دونگ جایی که بعدها امپراتوری وو در آن بنا نهاده شد، به تصرف خود درآورد. سون سه هم در اوج قدرت‌گیری خود زمانی که به شکار رفت توسط افراد ناشناس مورد حمله قرار گرفت و زخمی شد و از دنیا رفت.(سال ۲۰۰ میلادی) با این وجود جانشین و برادر جوان‌تر وی، سون کوان، که مشاوران زبده‌ای چون ژو یو و ژانگ ژائو، او را همراهی می‌کردند نشان داد که رهبری توانا و کاریزماتیک است که توانایی آن را دارد که افراد مستعدی همچون لو سو را از راه دور جذب خود کرده و ارتش قدرتمندی را سازمان دهد که در جنگ جنوب با سائو سائو در نبرد صخره‌های سرخ قابلیت‌های خود را به اثبات رساند.

### جاه‌طلبی‌های لیو بی
لیو بی که از دودمان هان بود، به همراه برادران قسم خوردهٔ خود، گوان یو و جانگ فی، به سلسلهٔ هان پیمان وفاداری بستند (در پیمان باغ هلو) و قسم یاد کردند که در خدمت امپراتور و مردم باشند و عدالت و آرامش را حکمفرما کنند. علی‌رغم این، جاه طلبی و اهداف شخصی آن‌ها تا اواخر داستان برملا نمی‌شود. لیو بی که تلاش‌هایش در راه سرکوب موفقیت‌آمیز شورش دستار زرد نادیده گرفته شده بود و تنها به عنوان یک قاضی در قریه‌ای کوچک منصوب شده بود، به گونگ سان زان پیوست و به او در جنگ علیه دونگ ژو یاری رساند. سائو سائو به قصد انتقام از تائو چیان فرماندار ایالت زوژو که به دلیل نامعلومی اجازه داده بود که افرادش پدر سائو سائو را به قتل برسانند، به زوژو یورش برد. لیو بی سربازان خود را از پینگ یوان به کمک تائو چیان برد و تائو نیز قبل از مرگ منصب فرمانداری زوژو را به وی واگذار کرد. هم‌زمان لو بو نیز با سائو سائو در جنگ بود، چرا که او نیز از زمانی که دونگ ژو را به قتل رسانیده بود در اندیشهٔ حکمرانی بر چین بود. لو بو از سائو سائو شکست خود و به لیو بی‌پناه برد. سپس، لو بو محبت لیو بی در پناه دادن به او را با ناسپاسی پاسخ گفت و زوژو را به تصرف خود درآورد. لیو بی به سائو سائو پیوست و به کمک یکدیگر لو بو را شکست دادند. لو بو اعدام شد و لیو بی رسماً به عنوان عموی امپراتور شیان اعلام شد. لیو بی به همراه تنی چند از کارگزاران به دستور امپراتور نقشه‌ای را برای کشتن سائو سائو که قدرت زیادی پیدا کرده بود و در اندیشهٔ تصاحب تاج و تخت بود، طرح‌ریزی کرد. لیو بی موفق به کشتن سائو سائو نشد و توطئه برملا گردید. لیو بی زوژو را به تصرف خود درآورد، اما هنگامی که که سائو سائو سربازانش را به قصد فتح زوژو حرکت داد، از وی شکست خورد. لیو بی با کمک یکی از شورشیان دستار زرد، رونان را تصرف کرد اما بار دیگر در جنگ با سائو سائو مغلوب شد. لیو بی نیز راهی نداشت جز اینکه از لیو بیائو درخواست پشتیبانی کند. لیو بیائو با احترام با لیو بی رفتار کرد و حکومت ژین یه را به او داد. در این حین فردی ژوگه لیانگ را برای مشاور ارشد نظامی لیو بی به او پیشنهاد داد و لیو بی بعد از سه بار در خواست از ژوگه لیانگ توانست که او را به خدمت بگیرد.

### نبرد صخره‌های سرخ
سائو سائو که امپراتور شیان را مجبور به قبول کردن خود بعنوان صدراعظم کرده بود، پس از متحد کردن شمال چین، نیروهای خود را به سمت جنوب رهبری کرد. تا این زمان لیو بیائو درگذشته بود و جینگ ژو بین دو پسرش لیو چی و لیو کونگ تقسیم شد. (سال ۲۰۸ میلادی) لیو بی مردم ژین یه را به جیانگ یانگ جایی که لیو کونگ حکمرانی می‌کرد، منتقل کرد؛ اما وی از اجازهٔ ورود به لیو بی خودداری ورزید. پس از این لیو کونگ تسلیم سائو سائو شد و برای لیو بی راهی نماند جز اینکه به جیانگ ژیا، جایی که لیو چی حکومت داشت برود. در راه، لیو بی و مردم همراه او توسط نیروهای سائو سائو تعقیب شدند و تعدادی از غیرنظامیان به قتل رسیدند. لیو بی و یارانش موفق شدند که به جیانگ ژی، جایی که او جای پای قدرتمندی را علیه تهاجم سائو سائو بنا نهاد برسند.
برای مقاومت در برابر سائو سائو، لیو بی، ژوگه لیانگ را رهسپار جیانگ دونگ کرد تا سان کوان را به بستن پیمانی راضی نماید. ژوگه لیانگ توانست که با سان کوان پیمانی علیه سائو سائو ببندد و به عنوان مشاور موقت در جیانگ دونگ ماندگار شد. سان کوان، ژو یو را به فرماندهی نیروهای جیانگ دونگ (ووی شرقی) در برابر تهاجم سائو سائو منصوب کرد. ژو یو که احساس می‌کرد ژوگه لیانگ با استعداد، تهدید بالقوه‌ای برای ووی شرقی خواهد بود، چندین بار برای کشتن وی تلاش کرد اما موفق نشد. سرانجام راهی برای او نماند جز اینکه با ژوگه لیانگ همکاری کرده و با نیروهای سائو سائو که به مرز رسیده بودند مقابله کند. سائو سائو در نبرد صخره سرخ که به جنگ چیبی هم خوانده می‌شود، از نیروهای متحد لیو بی و سان کوان شکست خورد و مجبور شد که به جینگ ژو عقب‌نشینی کند.

### تنش میان لیو بی و سان کوان
پس از نبرد بزرگ صخرهٔ سرخ، ووی شرقی و لیو بی به قصد کنترل جینگ ژو به رقابت برخاستند. ژو یو نیروهای خود را برای یورش به جینگ ژو برد و پیروز شد؛ اما سرانجام این لیوبی بود که جینگ ژو را به تصرف درآورد چرا که ژوگه لیانگ به او پیشنهاد کرد هنگامی که نیروهای ژو یو و سائو سائو در حال نبرد هستند، اقدام به فتح جینگ ژو کند. ژو یو به شدت رنجیده خاطر شد و موضوع را به سان کوان گزارش کرد. سان کوان هم لو سو را راهی جینگ ژو کرد تا با لیو بی بر سر جینگ ژو مذاکره کند. اما هر بار لیو بی از تحویل دادن جینگ ژو به ووی شرقی خودداری کرد. سان کوان هم‌راهی نداشت جز اینکه از نقشه‌هایی که ژو یو به او پیشنهاد می‌داد استفاده کند. یکی از این راه‌ها، استفاده از حربهٔ زیبایی بود؛ سان کوان تحت عنوان نامزد کردن خواهر جوان‌تر خود، بانو سان، لیو بی را به جیانگ دونگ کشاند (جایی که قصد داشت لیو بی را به عنوان گروگان در ازای جینگ ژو نگه دارد)، با این وجود ژوگه لیانگ، ژو یو را مقهور زیرکی خود نمود و لیو بی با همسر تازهٔ خود به جینگ ژو بازگشت. ژو یو بارها برای گرفتن جینگ ژو تلاش کرد اما هر بار شکست خورد. پس از اینکه دو بار توسط ژوگه لیانگ به خشم آمد، خون سرفه کرد و بار سوم خون بیشتری بالا آورد تا در نهایت درگذشت.

### ما چائو
در شمال غرب، ما چائو به خونخواهی پدرش که به‌دست سائو سائو به قتل رسیده بود، برخاست. قدرت ما چائو رعب‌آور بود چرا که او از پشتیبانی هان سوی و سربازان اقلیت چیانگ برخوردار بود. سائو سائو موفق شد که با به جان هم انداختن ما چائو و هان سوی، ویرا مغلوب کند. هان سوی تسلیم سائو سائو شد و ما چائو سرگردان رها شد. ما چائو سپس به ژانگ لو از هان ژونگ پناه برد و سرانجام به لیو بی پیوست.

### تصرف سی چوان و هان ژونگ توسط لیو بی
پس از مرگ ژو یو، رابطهٔ لیو بی و سان کوان وخیم تر شد اما به آستانهٔ اعلام جنگ نرسید. تحت راهنمایی ژوگه لیانگ، لیو بی به سی چوان (سرزمین رودها) جایی که اشراف زادهٔ نالایق لیو ژانگ حکومت می‌کرد حمله و آنجا را تصرف نمود. او همچنین هان ژونگ را که در کنترل سائو سائو بود، اشغال کرد. لیو بی‌خود را شاه هان ژونگ خواند درحالی‌که سائو سائو نیز خویشتن را از صدراعظمی به مفام فرمانروای وی ارتقا داد؛ سان کوان هم به عنوان دوک وو شناخته شد. در این زمان، لیو بی بر سرزمین وسیعی از جینگ ژو تا سی چوان در غرب فرمانروایی می‌کرد. این امر بعدها به شالودهٔ قدرتمندی برای پی ریزی امپراتوری شو تبدیل شد. هم‌زمان سائو سائو و سان کوان مشغول جنگ با یکدیگر بودند؛ با پیروزی و شکست‌هایی که برای هر دو طرف در نبرد روزوکو و نبرد هفی به همراه داشت.

### پایان هان و تشکیل سه پادشاهی
پس ار این حوادث وضعیت سه قدرت اصلی به حالت نه برد نه باخت رسید تا هنگامی‌که سائو سائو در اثر یک تومور مغزی در گذشت. سال بعد از ان پسر سائو سائو، سائو پی، امپراتور شیان را وادار به کناره‌گیری نمود و بدین ترتیب سلسلهٔ هان که به‌مدت چندین قرن تداوم داشت به پایان خود رسید. سائو پی خود را امپراتور خوانده، سلسلهٔ تازه را سائو وی نامگذاری کرد. در پاسخ، لیو بی هم خود را امپراتور شو هان خواند تا خاطر نشان سازد که وارث خون خاندان شاهی هان است اما استقرار امپراتوری در سرزمین شو است.

### مرگ گوان یو
گوان یو همیشه با چهرهٔ سرخ و کشیده، ریش سیاه بلند و یک گوان دائو در دست به تصویر کشیده می‌شود. سان کوان که از امتناع‌های مکرر لیو بی در تحویل جینگ ژو خسته شده بود، طرح‌هایی را برای بازپس‌گیری آن پی ریخت. با سائو سائو صلح کرد و عنوان شاهزادهٔ وو را دریافت نمود. لیو بی برادر قسم خوردهٔ خود، گوان یو را در راس جینگ ژو گماشت و گوان هم با توجه به اینکه از طرف ژوگه لیانگ دستور داشت که تحت هیچ شرایطی جینگ ژو را ترک نکند نیروهای جینگ ژو را به جنگ سائو پی برد. سان کوان هم از موقعیت بهره برد و لو منگ را به گرفتن جینگ ژو فرستاد. لو منگ سربازان خود را به هیئت بازرگانان درآورده، با زیرکی موفق شد که وارد[شهر] شود. در هنگامی‌که گوان یو در حال حمله به ژنرال نیروهای سائو پی، سائو رن، بود سربازان لو منگ از پشت به او حمله برده به راحتی سپاه او را دور زدند. سردار سپاه گوان یو، لیائو هوا، داوطلب شد که با اسب خود از نیروهای در حال پیشروی وو گذشته، خود را به قلعهٔ لیو فنگ برساند و از او تقاضای نیروهای کمکی نماید. لیو فنگ که خود را به واسطهٔ نابود شدن نیروهایش در خطر می‌دید، از این کار امتناع ورزید و به سان کوان پیوست این امر به شکست گوان یو انجامید. در عقب‌نشینی نومیدانه، سپاه گوان یو متلاشی شد و خودش نیز به اسارت درآمد. لو منگ با وجود اینکه از طرف سان کوان دستور داشت که گوان یو را به قتل نرساند و این کار را به سربازان سائو رن واگذار کند از دستور سرپیچی نمود و به این دلیل که او را مسئول مرگ ژو یو می‌دانست خود شخصاً سر گوان یو را از تن جدا کرد و این کا باعث خشم سان کوان و اعدام لو منگ با سمی کشنده را در پی داشت. لیو بی عمیقاً از مرگ گوان یو و از دست دادن جینگ ژو اندوهگین شد. او مترصد انتقام خون گوان یو بود که باخبر شد برادر قسم خوردهٔ دیگرش، ژانگ فی هم در خواب توسط افراد خود به قتل رسیده و آن‌ها سپس به ووی شرقی گریخته‌اند. لیو بی مصمم برای خونخواهی دو برادر، با نادیده گرفتن اندرزهای ژوگه لیانگ، ژائو یون و دیگران، سپاهی رعب‌انگیز مرکب از ۷۵۰۰۰۰ نفر را به جنگ ووی شرقی برد.

### نبرد ییلینگ
سان کوان، باز پس دادن استان جینگ و خواهر خود (همسر سابق لیو بی، بانو سان) را پیشنهاد کرد. مشاوران لیو بی از جمله ژوگه لیانگ، از وی خواستند که این شرایط را قبول کند اما لیو بی به جنگ اصرار ورزید. پس از چندین پیروزی اولیه، چند اشتباه استراتژیک که ناشی ار اقدامات عجولانهٔ لیو بی بودند، منجر به شکست فاجعه بار سپاه هان در نبرد ییلینگ شد. با این وجود، لو زون فرماندهٔ قوای وو از تعقیب سربازان شکست خوردهٔ لیو بی‌خودداری کرد. سرداران مشهوری از هر دو سپاه به خاک افتاده بودند. دوراندیشی لو زون در دنبال نکردن لیو بی زمانی فایدهٔ خود را نشان داد که سائو پی که گمان می‌کرد نیروهای وو خارج از مرز هستند، به وو یورش برد. این تهاجم با پایداری جانانهٔ وو و همچنین شیوع طاعون در هم شکسته شد.
همزمان در بایدی چنگ، لیو بی که از سه سال عدم توجه به سلامت خود رنج می‌برد، درگذشت و فرزند خود، لیو شان را تحت مراقبت ژوگه لیانگ گذاشت. در آخرین گفتگوی آن‌ها که بسیار تکان دهنده است، لیو بی از ژوگه لیانگ می‌خواهد که در صورت عدم لیاقت لیو شان، ژوگه لیانگ خود تاج و تخت را تصاحب کند. او نپذیرفت و به خاطر اعتمادی که لیو بی به او روا داشت، قسم یاد کرد که به وی وفادار خواهد ماند. این عهد به دغدغهٔ اصلی وی تا پایان عمر بدل شد.

### ژوگه لیانگ با آرامش پنج سپاه را دفع می‌کند
سائو پی با راهنمایی سیما یی، چندین سپاه شامل سان کوان، ژنرال خائن شو فنگ دا، فنگ هو از نان من و قبیلهٔ چیانگ را فرا می‌خواند تا با ارتش سائو وی به جنگ شو هان بروند. ژوگه لیانگ با موفقیت از نیروهای شو هان استفاده می‌کند و پنج ارتش را بدون اینکه قطرهٔ خونی ریخته شود، وادار به عقب‌نشینی می‌کند. در ادامه فرستاده‌ای از جانب شو هان به نام دنگ ژی، نزد سان کوان فرستاده می‌شود و او را راضی به تجدید پیمان سابق با شو هان می‌کند.
در یکی از آخرین بارقه‌های هوش خود، ژوگه لیانگ سربازان شو هان را به جنگ شاه بربر منگ هو از قبایل نان من می‌برد. نیروهای بربر به هیچوجه حریف سربازان شو هان نبودند و ژوگه لیانگ با زیرکی هفت بار منگ هو را به اسارت گرفت. در شش بار نخست، منگ هو شکایت کرد که او با حیله اسیر شده‌است و فرصت نبرد واقعی با سپاه شو هان به او داده نشده‌است. هر بار ژوگه لیانگ موافقت می‌کرد که او را رها کرده تا برای نبرد بازگردد. بار هفتم ژوگه لیانگ خواست که او را آزاد کند اما منگ هو نپذیرفت. منگ هو که از نیک نفسی ژوگه لیانگ یکه خورده بود، از طغیان علیه شوهان شرمنده شده و برای همیشه پیمان اتحاد با شو هان بست.

### نبرد اندیشهٔ ژوگه لیانگ و سیما یی
در این هنگام سائو پی به‌علت بیماری درگذشت و سائو روی جای او را گرفت. ما چائو هم در ۴۶ سالگی به دلیل بیماری از دنیا رفت. در جیانگ دونگ، سان کوان خود را امپراتور ووی شرقی خواند. ژوگه لیانگ توجه خود را معطوف به شمال کرد و تصمیم گرفت که با حمله به وی، همان‌طور که به لیو بی در بستر مرگش قول داده بود، سلسلهٔ هان را احیاء کند. با این وجود، روزهای عمر او به شماره افتاده بود و شو هم بسیار ضعیفتر از آن بود که از عهدهٔ برتری‌های مادی وی برآید. آخرین پیروزی مهم در مقابل وی، شاید جذب جیانگ وی سردار جوانی که هوش او با خودش برابری می‌کرد. جیانگ وی سردار شمالی‌ها بود که در ابتدا مقابل ژوگه لیانگ به پیروزی‌هایی دست یافت اما سپس بر اثر نقشه‌های زیرکانه ژوگه لیانگ گرفتار او شد و ژوگه لیانگ از او تقاضا کرد که در کنار او باشد که جیانگ وی نیز قبول کرد.
در یکی از نبردها ژوگه لیانگ موفق شد که سیمایی را فریب داده و به داخل تنگه‌ای بکشاند و مواد آتش زا و منفجره‌ای را که قبلاً آن جا بود را به آتش کشاند. نزدیک بود که سیمایی در این جنگ کشته شود اما به علت بارش ناگهانی باران او از این جهنم جان سالم به در برد. ژوگه لیان پس از این اتفاق گفت: وقتی چیزی که ما می‌خواهیم را خداوند نخواهد، پس ما هیچ اراده‌ای از خود نداریم. پس از این قضیه بر شدت بیماری ژوگه لیانگ افزوده شد.
با این همه ژوگه لیانگ از یک بیماری مزمن در رنج بود که با خودداری وی از استراحت وخیمتر می‌شد. او حتی در ساعات اولیهٔ صبح به تحلیل جبههٔ جنگ و شکل‌دادن نقشهٔ بعدی خود می‌پرداخت و سرانجام هنگامی که یک نبرد فرسایشی را با فرماندهٔ نیروهای وی، سیما یی با قوایی به مراتب نیرومندتر، در نبرد دشت ووژانگ رهبری می‌کرد، چشم از جهان فروبست. آخرین ترفندش این بود که به سرداران مورد اعتماد خود دستور داد مجسمه‌اش را بسازند تا بدینوسیله سیما یی را بترسانند و زمان لازم را برای عقب‌نشینی ارتش شو به هانگ ژونگ به‌دست آورند.

### تصرف وی توسط خاندان سیما
سال‌های طولانی جنگ میان شو و وی تغییرات زیادی را در خاندان حاکم سائو در وی به خود دید. پس از مرگ سائو روی خاندان سائو به‌تدریج ناتوان گردید و سیما یی به آرامی برای تصاحب تاج و تخت به توطئه پرداخت. او سائو شوانگ اشراف‌زاده قدرتمند از وی را با حیله از قدرت برکنار کرد و از این پس قدرت در وی در دستان سیما یی افتاد. پس از مرگ سیما یی، پسرانش سیما شی و سیما ژائو به کنترل قدرت ادامه دادند. سیما ژائو سائو فنگ را از تخت بر کنار و سائو مائو را به جای وی نشاند. بعدها سائو مائو تلاش نمود تا سیما ژائو را که در صدد تصاحب تاج و تخت بود به قتل رساند، اما به‌وسیلهٔٔ افراد سیما ژائو کشته شد. سیما ژائو وانمود کرد که از مرگ سائو مائو اندوهگین و عزادار است و حتی دستور داد که افرادی را که خود به کشتن سائو مائو امر کرده بود، به جرم شاه کشی اعدام کنند.

### پایان سه پادشاهی
جیانگ وی سه دههٔ مشقت بار به نبردی که ژوگه لیانگ علیه وی راه انداخته بود، ادامه داد. با این وجود پسر لیو بی، لیو شان، به نصایح وی عمل نکرد و در عوض به خواجهٔ اهریمنی هوانگ هائو گوش فرا داد. جیانگ هم به منظور پرهیز از افراد رقیب در دربار، از عنوان خود استعفا داد و به سرزمین حاصلخیز تاژونگ عزلت گزید. ژنرال سپاه وی، دنگ آی که در جنگ با جیانگ وی بود، از فرصت به‌دست آمده‌استفاده برد و به شو هان یورش برد. دنگ آی و سربازانش با استفاده از راه میانبر به دروازه‌های چنگ دو، پایتخت شو هان رسیدند. لیو شان بدون درگیری تسلیم شد و به سلطنت شو هان پایان داد. جیانگ وی تصمیم گرفت که با کمک یکی از سرداران سپاه وی، ژونگ هوی که رابطهٔ خوبی با دنگ آی نداشت، شو هان را احیاء کند. گرچه خود او با غیرقابل تحمل شدن درد قلب در میانهٔ نبرد، موفق نگردید که پایان این امر را شاهد باشد. با دیدن شکست شورش، با شمشیر به زندگی خود پایان داد و بدین ترتیب آخرین مقاومت شو رقم خورد.
در ووی شرقی، پس از مرگ سان کوان، درگیری‌های داخلی بین اشراف ادامه داشت. ژوگه که تلاش می‌کرد که تاج و تخت ووی شرقی را به‌دست آورد، اما به‌دست سان لین به قتل رسید. سپس خود سان لین که در آتش به‌دست آوردن قدرت می‌سوخت، امپراتور ووی شرقی، سان لیانگ را مجبور به کناره‌گیری کرد و سان زیو را به جای وی نشاند. سان زیو از سردار کهنه‌کار، دینگ فنگ یاری خواست و سان لین را از میان برداشت و بدین ترتیب قدرت ووی شرقی به دستان امپراتور بازگشت؛ اما این امر دوام زیادی نداشت.
در وی، سیما یان فرزند سیما ژائو، آخرین امپراتور وی، سائو هوان را به همان شیوه‌ای که سائو پی امپراتور زیان را برکنار کرده بود، وادار به ترک تاج و تخت کرد. سیما یان، سلسله جین را در ۲۵۶ پس از میلاد بنیان‌گذاری کرد و خود را نخستین امپراتور سلسلهٔ تازه خواند. پادشاهی وی هم به پایان خود رسید.
سیما یان سپاه خود را از طریق سرزمین‌های سابق شو هان به جنگ ووی شرقی فرستاد و پس از نبردی طولانی با آخرین امپراتور ظالم ووی شرقی، سان هوا تسلیم شد؛ و بدین ترتیب دورهٔ سه پادشاهی، پس از نزدیک به یک قرن کشاکش به پایان رسید.